# 2002년 삼성 라이온즈 시즌
2002년 삼성 라이온즈 시즌은 KBO 리그에서 프로 야구단 삼성 라이온즈의 2002년 시즌을 일컫는다. 김응용 감독이 부임하여 맞이한 2번째 시즌으로서 정규 시즌에서 1위를 하였고, 포스트시즌에서 준플레이오프와 플레이오프를 거쳐 올라온 LG 트윈스와 한국시리즈를 치렀다. 7전 4선승제의 한국시리즈에서 삼성 라이온즈는 LG 트윈스를 4승 2패로 승리하면서 통합 우승을 차지했다. 삼성 라이온즈가 1985 시즌 우승할 당시에는 한국시리즈가 별도로 치러지지 않았기 때문에 삼성 라이온즈가 한국시리즈까지 거쳐 우승을 거둔 첫 시즌은 2002 시즌이 되었다. 팀내 주장은 김한수가 맡았다.
한편, 2월 26일부터  3월 8일까지 일본 이스턴 리그에 참가하기도 했다.

## 선수 변동 사항
- 1999년 시즌을 앞두고 해태 타이거즈의 투수 임창용과 트레이드되었던 삼성의 대표적인 프랜차이즈 스타 양준혁이 2001 시즌이 끝난 뒤 자유 계약 선수 FA 자격을 얻었고, 김응용 감독이 그를 영입하자고 적극적으로 구단 측에 요청함으로써 양준혁은 2002 시즌을 앞두고 삼성 라이온즈와 FA 계약을 맺게 되었다. 이로써 양준혁은 세 시즌을 타 구단에서 보낸 뒤 친정 팀으로 복귀할 수 있게 되었다.[8][9][10]
- 시즌이 시작된 상황에서 맷 룩을 방출하고[11] 5월에 대체 선수로 베네수엘라 출신의 좌완 투수 나르시소 엘비라를 영입하였다.
- 2001 시즌까지 SK 와이번스에서 뛰었던 도미니카 공화국 출신의 외국인 용병 유격수 틸슨 브리토를 6:2 트레이드를 통하여 새로 영입하였고 그 해 골든 글러브 유격수 부문을 수상하였다.

## 정규 시즌
2002 시즌 동안 삼성 라이온즈의 관중은 총 247,698명으로 (평균 관중 3,697명) 집계되었다.

### 선수
- 선발투수: 임창용, 엘비라, 배영수, 패트릭, 권혁
- 구원투수: 김현욱, 강영식, 전병호, 노병오, 라형진, 정현욱, 이준호, 오상민, 권오원, 문남열
- 마무리투수: 노장진, 이정호, 김진웅
- 포수: 진갑용, 최형우, 장성국, 현재윤
- 1루수: 이승엽
- 2루수: 박정환, 김재걸, 김수관, 김승권
- 유격수: 브리또, 조동찬, 김태균
- 3루수: 김한수, 손주인
- 좌익수: 강동우, 김종훈
- 중견수: 박한이, 이태호
- 우익수: 양준혁, 임재철
- 지명타자: 마해영, 장영균, 이준민, 김승관, 하춘동, 박봉수

### 투수진
1999 시즌부터 2001 시즌까지 3년 연속 두 자릿수 승수를 기록했던(10선발승 이상 - 99년 11 2000년 14)  2000년  선발 투수 김진웅과 2001 시즌 13승(10선발승) 8패를 기록했던 신인 선발 투수 배영수가 부진함에 따라 선발 투수 운용에 어려움이 있었으나 2001 시즌부터 선발로 전향한 사이드암 투수 임창용이 17승(전년도에 이어 14선발승) 6패 평균 자책점 3.08, 새로 들어온 외국인 용병 좌완 투수 엘비라가 13승 6패 평균 자책점 2.50, 언더핸드 중간계투 투수 김현욱이 10승 무패 평균 자책점 2.11이라는 좋은 성적을 올리며 활약하였는데 전년도에 쓸만한 좌완 선발투수 보강을 위해  베니토 바에스를 영입할 예정이었지만  바에스가 계약 직전 메이저리그(플로리다 말린스) 스프링캠프에 합류하여 무산됐고 이 과정에서 마무리 임창용이 2001년부터 선발로 보직을 변경했다. 또한 노장진이 마무리 투수로서 11승 5패 23세이브 평균 자책점 2.54라는 성적을 올리며 역시 좋은 활약을 펼쳤다. 엘비라는 그 해 최우수 평균 자책점을 기록했다.

### 야수진
1번 좌타자 박한이 (중견수), 2번 우타자 틸슨 브리토 (유격수), 3번 좌타자 이승엽 (1루수), 4번 우타자 마해영 (지명 타자), 5번 좌타자 양준혁 (우익수), 6번 우타자 김한수 (3루수), 7번 좌타자 강동우 (좌익수), 8번 우타자 진갑용 (포수), 9번 우타자 박정환 (2루수). 김응용 감독은 주로 이 타순 및 수비 위치로 주전 선수들을 기용하였다.
클린업 트리오 (Cleanup Trio)를 맡은 "이승엽―마해영―양준혁"은 한국 프로 야구 역대 최강의 클린업 트리오로 꼽히기도 한다.

### 정규 시즌 성적
- 경기수: 133
- 승: 82
- 무: 4
- 패: 47
- 승률: 0.636
- 순위: 1위

## 한국시리즈
삼성 라이온즈는 정규 시즌에서 1위를 함으로써 한국시리즈에 직행하였다. 한국시리즈의 상대 구단 LG 트윈스는 정규 시즌에서 4위를 차지했으나 준 플레이오프와 플레이오프에서 현대 유니콘스와 KIA 타이거즈를 상대로 차례차례 승리하여 한국시리즈까지 진출하였다.
한국시리즈 1차전에서 삼성 라이온즈는 선발 투수 나르시소 엘비라가 1자책점으로 승리 투수가 될 정도로 호투를 하였고, 5회말에 강동우가, 6회말에 틸슨 브리토가 각각 홈런을 침으로써 비교적 손쉽게 승리를 거두었다. 2차전에서 비록 LG 트윈스에게 패하긴 했으나 곧바로 3차전과 4차전에서 연달아 승리하여 한국시리즈의 승기를 거의 굳히는 듯했다.
그러나 5차전에서 LG 트윈스와 치열한 접전을 벌인 끝에 1점차 패배를 하면서 6차전 승부가 아주 중요해졌고, 6차전에서조차 8회까지 점수 6:9로 3점차 뒤지면서 유리한 입장이던 삼성 라이온즈가 도리어 쫓기는 분위기에 힘든 상황을 맞이했다. 그런 와중 9회 말 LG 트윈스의 좌투수 이승호가 볼넷을 내주며 위기에 몰리자 LG 트윈스의 김성근 감독은 마무리 투수로 이상훈을 등판시켰고, 삼성의 3번 타자 이승엽은 이상훈을 상대로 극적인 3점짜리 동점 홈런을 쳐 냈다. 홈런을 맞은 이상훈과 교체되어 마운드에 오른 구원 투수 최원호를 상대로 이승엽의 후속 타자인 4번 타자 마해영이 곧바로 역전 백투백 홈런 겸 끝내기 홈런을 침으로써 삼성 라이온즈 최초의 한국시리즈 우승을 결정지었다. 한국 프로 야구 역사상 한국시리즈에서 끝내기 홈런으로 우승을 확정 지은 경우는 처음이었다.
한편, 한국시리즈가 끝나자마자 승장 김응용 감독은 애초에 객관적 전력이 열세라 판단했던 LG 트윈스를 상대로 매우 힘든 경기를 했다고 평하며, 그만큼 김성근 감독의 지도력과 승부 근성에 감탄하였다. 더불어 그는 김성근 감독을 "야신 (野神)"이라 표현하며, "나는 야구의 신과 싸운 느낌이었다."라는 말을 남겼는데, 이는 자신이 결국 그런 야신을 이긴 것이라며 은근히 자신을 치켜세우는 동시에 간접적으로 상대 김성근 감독에게 비아냥거린 말이기도 했다. 이 한국시리즈는 삼성 라이온즈 상승의 원동력이 되었다.
| 순차 | 월 / 일 | 경기장                | 원정 구단 점수  | 홈 구단 점수     | 승패 |
| ---- | ------- | --------------------- | --------------- | ---------------- | ---- |
| 1    | 11 / 03 | 대구시민운동장 야구장 | LG 트윈스 1     | 4 삼성 라이온즈  | 승   |
| 2    | 11 / 04 | 대구시민운동장 야구장 | LG 트윈스 3     | 1 삼성 라이온즈  | 패   |
| 3    | 11 / 06 | 서울종합운동장 야구장 | 삼성 라이온즈 6 | 0 LG 트윈스      | 승   |
| 4    | 11 / 07 | 서울종합운동장 야구장 | 삼성 라이온즈 4 | 3 LG 트윈스      | 승   |
| 5    | 11 / 08 | 서울종합운동장 야구장 | 삼성 라이온즈 7 | 8 LG 트윈스      | 패   |
| 6    | 11 / 10 | 대구시민운동장 야구장 | LG 트윈스 9     | 10 삼성 라이온즈 | 승   |

## 개인 타이틀
- 김응용 - 최우수 감독상.
- 진갑용 - 골든 글러브 포수 부문.
- 마해영 - 골든 글러브 지명 타자 부문, 한국시리즈 최우수 선수, 최다 안타 1위 (172개).
- 이승엽 - 골든 글러브 1루수 부문, 정규 시즌 최우수 선수, 홈런 1위 (47개), 타점 1위 (126점), 득점 1위 (123점), 장타율 1위 (0.689).
- 김한수 - 골든 글러브 3루수 부문, 페어 플레이 상.
- 틸슨 브리토 - 골든 글러브 유격수 부문.
- 김현욱 - 승률 역대 1위 (1.000).
- 나르시소 엘비라 - 평균 자책점 1위 (2.50).
- 강동우 - 일구상.

- 노장진 - 컴투스프로야구 레전드 카드 시즌
- 컴투스프로야구 KBO 베스트 라인업: 이승엽 (1루수)
- 컴투스프로야구 삼성 라이온즈 베스트 라인업: 이승엽 (1루수)
- 컴투스프로야구 트레이드 사가 라인업: 브리또 (유격수)

### 퓨처스리그
- 출장(타자): 구민호 (60)
- 타석: 조동찬 (259)
- 타수: 조동찬 (235)
- 남부리그 안타: 조동찬 (64)
- 남부리그 1루타: 조동찬 (50)
- 3루타: 구민호 (5)
- 남부리그 타점: 김승관 (32)
- 완투: 정성훈 (3)
- 남부리그 다승: 정성훈 (8)
- 남부리그 이닝: 정성훈 (100.1)
- 남부리그 상대한 타자 수: 정성훈 (391)
- 남부리그 탈삼진: 정성훈 (77)

## 여담
- 현재윤은 이 시즌 KBO 리그 역대 단일 시즌 현대 유니콘스 상대 최고 타율, 출루율, 장타율, OPS 기록을 세웠다.
- 임창용은 홈경기에서 17개의 사구를 허용하여 KBO 리그 역대 단일 시즌 홈경기 최다 기록을 세웠다.

## 같이 보기
- 1983년 삼성 라이온즈 시즌
- 2005년 삼성 라이온즈 시즌
- 2006년 삼성 라이온즈 시즌
- 2009년 삼성 라이온즈 시즌
- 2011년 삼성 라이온즈 시즌
- 2012년 삼성 라이온즈 시즌
- 2013년 삼성 라이온즈 시즌
- 2014년 삼성 라이온즈 시즌